# كفر سرساموس
كفر سرساموس إحدى قرى مركز الشهداء التابع لمحافظة المنوفية في جمهورية مصر العربية.

## السكان
بلغ عدد سكان كفر سرساموس 1,533 نسمة، حسب الإحصاء الرسمي لعام 2006.